# Eurylaime corydon
Corydon sumatranus
Genre
Espèce
Statut de conservation UICN

 LC  : Préoccupation mineure
L'Eurylaime corydon (Corydon sumatranus) est une espèce de passereaux appartenant à la famille des Eurylaimidae. C'est la seule espèce du genre Corydon.

## Répartition et sous-espèces
Selon la classification de référence du Congrès ornithologique international (14.2, 2024) :
- C. s. laoensis Meyer de Schauensee, 1929 — Indochine
- C. s. sumatranus (Raffles, 1822) — péninsule Malaise et Sumatra
- C. s. brunnescens Hartert, 1916 — Bornéo et îles Natuna

## Habitat
Il habite les forêts humides subtropicales ou tropicales primaires, les zones exploitées de feuillus et les forêts pluviales dans les plaines et collines.
Dans le nord de la Thaïlande et en Birmanie, cet oiseau peuple les forêts d'arbres à feuilles persistantes jusqu'à 1000 m d'altitude.

## Description
L'eurylaime corydon mesure de 14 à 17 cm et pèse de 40 à 70 g.

## Nutrition
L'eurylaime corydon est surtout insectivore.
Son menu comprend des proies tels des lézards, des hémiptères de grande taille (punaises et sauterelles de 8 à 10 cm).
Son régime comprend aussi une grande variété d'invertébrés : criquets, scarabées, fourmis et autres insectes au corps mou.

## Reproduction
Cet eurymaile construit un nid trapu, en forme de poire, surmonté d'un dôme, qu'il suspend à l'extrémité de branches d'arbres. Ce nid mesure 30 cm de diamètre et 2 m ou plus de longueur ; l'entrée circulaire est située dans le dernier tiers du corps du nid ; cette entrée est marquée par un large auvent. Il y pond 2 à 4 œufs.

## Galerie

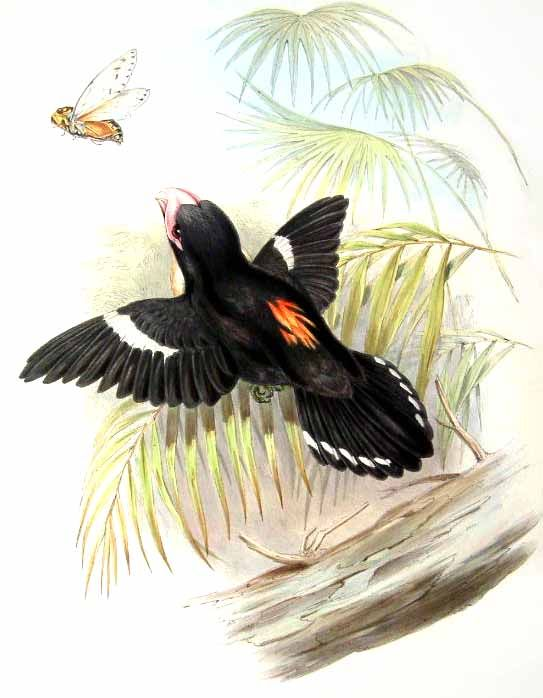
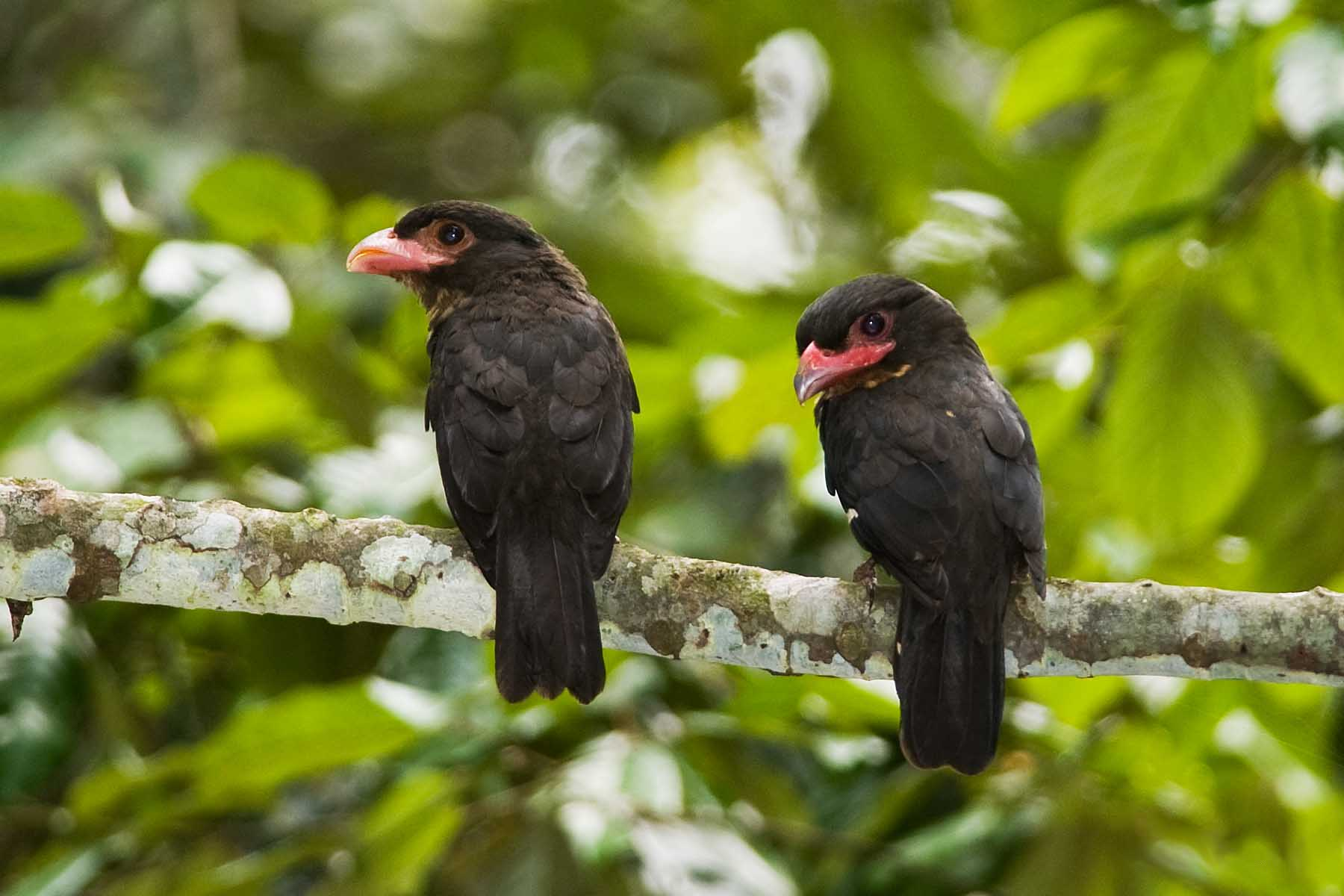